# Miconia globuliflora
Miconia globuliflora là một loài thực vật có hoa trong họ Mua. Loài này được (Rich.) Cogn. mô tả khoa học đầu tiên năm 1888.